# Tonino Guerra
Pour les articles homonymes, voir Guerra.
Antonio Guerra dit Tonino Guerra, né le 16 mars 1920 à Santarcangelo di Romagna (dans la province de Rimini, en Émilie-Romagne) et mort le 21 mars 2012 dans la même ville, écrivain, dramaturge et scénariste italien.
Crédité d'une centaine de fictions, portées à l'écran par certains des plus grands réalisateurs italiens et internationaux, il est un scénariste de renommée mondiale.
Digne héritier de Cesare Zavattini, le théoricien du néoréalisme italien, Antonio Guerra diverge de son mentor dans leur rapport professionnel avec les réalisateurs ; avec Zavattini, ils sont cantonnés à la mise en scène et lui s'occupe du sujet et de la façon de le traiter tandis que Tonino Guerra se met à leur service et ils lui fournissent le plus souvent les idées que, poète avant d’être scénariste, Guerra exprime avec une suggestion poétique. « J'essaie de suggérer un mode poétique », confie-t-il lors d’un entretien avec Jean Antoine Gili, en 1986.

## Biographie
Tonino Guerra suit ses études à Forlimpopoli, puis à Urbino, où il obtient son diplôme de pédagogie à l'université après la Seconde Guerre mondiale, durant laquelle il est interné, de 1943 à 1945 à Troisdorf-Oberlar. C'est lors de sa captivité en Allemagne qu'il commence à écrire des poèmes en romagnol, partiellement publiés en 1946 dans le recueil I scarabócc; dans ce même dialecte, suivront La s-ciuptèda, en 1950, E' Luneri, en 1954 et I bu, en 1972.
Il écrit son premier roman, La storia di Fortunato, une courte histoire, en 1952, publié dans la collection I Gettoni de l'éditeur Einaudi, suivi, quatre années plus tard et dans la même collection, de Dopo i leoni.
En 1953, il quitte sa province natale pour Rome où il demeure durant 31 années. Dans la capitale italienne, Tonino Guerra aborde le cinéma en 1956 par l'écriture de Uomini e lupi, de Giuseppe De Santis et Un ettaro di cielo, de Aglauco Casadio. Dès lors, son activité principale est l'écriture de scénarios et il collabore avec plus de 50 réalisateurs, italiens et étrangers, Abdykalikov, Angelopoulos, Antonioni, Barilli, Bellocchio, Bolognini, Castellani, Damiani, De Martino, De Seta, De Sica, Deray, Fellini, Ferreri, Fulci, Gitaï, Grimblat, Khemir, Lattuada, Littín, Margheriti, Martino, Mastrocinque, Mingozzi, Monicelli, Morrissey, Petri, Rosi, Tarkovski, les frères Taviani, Tornatore, Tognazzi, Zampa.
Il rencontre Michelangelo Antonioni en 1959. La même année, avec le réalisateur et Elio Bartolini, ils coécrivent le scénario de L'Avventura. Le tamdem Guerra-Antonioni écrit neuf autres scénarios jusqu'en 2004 et le moyen métrage Le Périlleux enchaînement des choses du film Eros et s'adjoint les services d'autres scénaristes pour La Nuit, L'Éclipse, Zabriskie Point, de Gérard Brach pour Identification d'une femme et de Wim Wenders pour Par-delà les nuages.
Cependant, la plus importante de ses collaborations est avec Francesco Rosi et la coécriture de 11 scénarios, initiée en 1966 pour La Belle et le Cavalier, dont une série de films politiques, Les Hommes contre, L'Affaire Mattei, Lucky Luciano et les coadaptations de  Carmen, l'opéra de Georges Bizet, de Oublier Palerme et Chronique d'une mort annoncée, les romans éponymes, respectivement, de Edmonde Charles-Roux et Gabriel García Márquez. Francesco Rosi et Tonino Guerra remportent le David di Donatello 1981 du meilleur scénario pour Trois Frères.
En 1964, Vittorio de Sica fait appel à lui pour Mariage à l'italienne, puis deux autres fois pour Le Temps des amants et Les Fleurs du soleil. En 1973, il coécrit avec Federico Fellini le scénario d' Amarcord. Originaires tous les deux de la province de Rimini, ils situent l'action du film dans cette dernière, qu'ils décrivent durant la période de l'Italie fasciste. Ils sont nommés pour l'Oscar 1976 du meilleur scénario original. Tonino coécrit deux autres scénarios avec ce réalisateur, Et vogue le navire… et Ginger et Fred.
Il quitte Rome en 1984 et revient vivre dans sa ville natale jusqu'en 1989 où il décide de résider à Pennabilli, dans la province de Pesaro et Urbino.
C'est au début des années 1980 qu'il entame une collaboration avec les frères Taviani en coécrivant avec eux quatre films successifs, La Nuit de San Lorenzo, Kaos, Good Morning, Babylon et Le Soleil même la nuit.
Si, majoritairement, il écrit pour des réalisateurs compatriotes, ses travaux avec des metteurs en scène internationaux ne sont pas négligeables. Ainsi, pour Theodoros Angelopoulos, il coécrit le scénario de Voyage à Cythère, L'Apiculteur, Paysage dans le brouillard, Le Pas suspendu de la cigogne, Le Regard d'Ulysse, L'Éternité et Un Jour, Eléni : La Terre qui pleure et La Poussière du temps. Le Chilien Miguel Littín (Tierra del fuego), l'Américain Paul Morrissey (Chair pour Frankenstein), les Français Jacques Deray (Un papillon sur l'épaule) et Pierre Grimblat (Dites-le avec des fleurs), le Britannique Peter Wood (À la recherche de Grégory), le Kirghiz Aktan Abdykalykov (Le Singe), l'Israélien Amos Gitaï (Golem, le jardin pétrifié), les Russes Vladimir Naumov (Marcello's Secret et White Feast) et Andreï Tarkovski (Nostalghia), le Tunisien Nacer Khémir (Bab'Aziz, le prince qui contemplait son âme) l'ont également engagé comme scénariste.
Parallèlement à sa carrière cinématographique, il continue son activité de poète, de romancier et de dramaturge et publie une quarantaine de textes, d'inégales longueurs.
Lors des premières Rencontres internationales des scénaristes européens, qui se tiennent fin novembre 2004 à Strasbourg, à l’initiative de la Fédération des scénaristes d’Europe (FSE), un hommage lui est rendu par ses confrères, avec la projection de certains des films écrits par lui.

### Distinction
- : Chevalier grand-croix de l'Ordre du Mérite de la République italienne le 24 octobre 2002[3], à l'initiative du président de la République
- Docteur honoris causa de l'université Michel-de-Montaigne Bordeaux III[4]

## Publications
Légendes : P : recueil de poésie – R : roman

### En émilien-romagnol
- I scarabócc, Faenza : Lega, 1946, 94 p. (P)
- La s-ciuptèda, Faenza : Lega, 1950, 46 p. (P)
- E' Luneri, Faenza : Benedetti, 1954, 155 p. (P)
- I bu (raccolta), Milan : Rizzoli, 1972 (P)

### En italien
- La storia di Fortunato, Turin : Einaudi, 1952, 122 p. (R)
- Dopo i leoni, Turin : Einaudi, 1956, 310 p. (R)
- L'equilibrio, Milan : Bompiani, 1967, 143 p. (R)
- L'uomo parallelo, Milan : Bompiani, 1969, 173 p. (R)
- Millemosche[5], coécrit avec Luigi Malerba, illustrations d'Adriano Zannino, Milan : Bompiani, 1969 à 1964 (R)
- Il cannocchiale e altri testi, Milan : Bompiani, 1972, 154 p. (R)
- Storie dell'Anno mille, coécrit avec Luigi Malerba, Milan : Bompiani, 1973, 182 p. (R)
- I cento uccelli, Milan : Bompiani, 1974, 140 p. (R)
- Il polverone : storie per una notte quieta, Milan : Bompiani, 1978, 136 p. (R)
- Il miele, Rimini : Maggioli, 1981, 159 p.  (ISBN 88-387-9620-3) (P)
- Nuove storie dell'anno mille, coécrit avec Luigi Malerba, Milan : Bompiani, 1981, 180 p. (R)
- I guardatori della luna[6], Milan : Bompiani, 1981, 157 p. (R)
- L'aquilone, coécrit avec Michelangelo Antonioni, Rimini : Maggioli, 1982, 89 p. (R)
- Il leone con la barba bianca, Milan : Emme, 1983  (ISBN 88-2940-026-2) (R)
- La pioggia tiepida, Milano : Rusconi, 1984, 149 p. (R)
- La capanna, Rimini : Maggioli, 1985, 91 p.  (ISBN 88-387-9790-0) (P)
- Il viaggio, Rimini : Maggioli, 1986, 79 p.  (ISBN 88-387-9643-2) (P)
- Il libro delle chiese abbandonate, édition bilingue italien-français, Rimini : Maggioli, 1988, 153 p.  (ISBN 88-387-9377-8) (P)
- L'orto d'Eliseo, édition bilingue italien-français, Rimini : Maggioli, 1989, 90 p.  (ISBN 88-387-9571-1) (P)
- Cenere, San Lazzaro di Savena : Metrolibri, 1990, 86 p.  (ISBN 88-7208-001-0) (R)
- Il vecchio con un piede in Oriente, Rimini : Maggioli, 1990, 164 p.  (ISBN 88-3879-700-5) (P)
- L'impiccagione dei pesci grossi, Valverde (Catania) : Il girasole, 1991 (R)
- L'Albero dell'acqua : dedicato soprattutto a Ezra Pound, Milan : Libri Scheiwiller, 1992, 84 p.  (ISBN 88-7644-173-5) (P)
- L'Albero dell'acqua e piu, Milan : Libri Scheiwiller, 1995, 90 p.  (ISBN 88-7644-208-1) (OCLC 34799846) (P)
- E' cavallo d'Ulisse per la Magna Grecia di Paglia, édition trilingue italien-serbe-français, Faenza : Mobydick, 1996, 63 p.  (ISBN 88-8178-011-9) (P)
- Le foglie rosse del pero, Valverde (Catania) : Il girasole, 1997 (P)
- Piove sul diluvio, Rimini : Pietroneno Capitani, 1997, 132 p.  (ISBN 88-8704-703-0) (R)
- Il generale e Bonaparte[7], illustrations de Sergueï Barkhin, Rimini : Pietroneno Capitani, 1999, 64 p. (R)
- Dizionario fantastico, Rimini : Pietroneno Capitani, 2000, 181 p.  (ISBN 88-8704-707-3) (R)
- Lamento di una guardia di frontiera e altri lamenti, Milan : Libri Scheiwiller, 2000, 45 p.  (ISBN 88-7644-270-7) (P)
- Viaggi vagabondi, Valverde (Catania) : Il Girasole, 2000, 113 p. (R)
- Quartetto d'autunno, Rimini : Maggioli, 2001, 83 p. + 1 fascicule de 64 p.  (ISBN 88-3872-198-X) (P)
- Farfalle, Bologne : Poligrafici editoriale, 2002, 107 p.  (ISBN 88-8686-160-5) (R)
- Qualcosa di noi, 5 textes poétiques coécrits avec Sergio Zavoli, gravures d'Alberto Sughi, Rimini : Capitani, 2003, 29 p. (P)
- La prima luce, Valverde (Catania) : Il Girasole, 2005, 25 p. (R)
- Una foglia contro i fulmini, Santarcangelo di Romagna : Maggioli, 2006, 71 p.  (ISBN 88-3873-397-X) (P)
- Una Odissea. Viaggio del poeta con Ulisse*, Arezzo : Bracciali, 2007, 154 p.  (ISBN 978-88-6236-002-9) (R)
- Arrivano le donne, Arezzo : Bracciali, 2008, 119 p.  (ISBN 978-88-6236-008-1) (R)

### Traductions en français
- L'Équilibre, Paris, Gallimard, coll. "Du monde entier", 168 p., 1970  (ISBN 978-20-7027-049-1)
- Le Miel, suivi de La Cabane, Le Voyage (Il miele, La capanna, Il viaggio), trad. fr. Piera Benedetti, Paris, Le Hameau, 1986, 91 p.  (ISBN 27-2030-989-3)
- Cendre (Cenere), trad. fr. Tiziana Stevanato, illustr. Lorenzo Mattotti, Tournai, Estuaire, 2004, 91 p.  (ISBN 978-28-7443-005-3)
- Il pleut sur le déluge, trad. fr. Sophie Royère, Paris, éd. La Barque, 168 p., 2018  (ISBN 978-2-917504-37-6)

## Théâtre
- A Pechino fa la neve, Rimini : Maggioli, 1992  (ISBN 88-3879-115-5)
- Bagonghi, Porretta Terme : I quaderni del battello ebbro, 2000  (ISBN 88-8686-130-3)
- Lo specchio delle farfalle, Porretta Terme : I quaderni del battello ebbro, 2002. 2e édition en 2006  (ISBN 88-86861-72-9)
- L'albero dei pavoni, Porretta Terme : I quaderni del battello ebbro, 2005  (ISBN 88-8686-162-1)

## Filmographie sélective
- Films de Theodoros Angelopoulos
  - 1984 : Voyage à Cythère (Ταξίδι στα Κύθηρα)
  - 1986 : L'Apiculteur (Ο Μελισσοκόμος)
  - 1988 : Paysage dans le brouillard  (Τοπίο στην Ομίχλη)
  - 1991 : Le Pas suspendu de la cigogne (Το Μετέωρο Βήμα του Πελαργού)
  - 1995 : Le Regard d'Ulysse (Το Βλέμμα του Οδυσσέα)
  - 1998 : L'Éternité et Un Jour (Μια αιωνιότητα και μια μέρα)
  - 2004 : Eléni : La Terre qui pleure (Τριλογία - Το Λιβάδι που Δακρύζει)
- Films de Michelangelo Antonioni
  - 1960 : L'Avventura
  - 1961 : La Nuit (La notte)
  - 1962 : L'Éclipse (L'eclisse)
  - 1964 : Le Désert rouge (Deserto rosso)
  - 1966 : Blow-up (Blowup)
  - 1970 : Zabriskie Point
  - 1981 : Le Mystère d'Oberwald (Il mistero di Oberwald)
  - 1982 : Identification d'une femme (Identificazione di una donna)
  - 1995 : Par-delà les nuages (Al di là delle nuvole)[8]
  - 2004 : Eros : moyen métrage Le Périlleux enchaînement des choses (The Dangerous Thread of Things)[9]
- Films de Giuseppe De Santis
  - 1956 : Hommes et Loups (Uomini e lupi)
  - 1960 : Flagrant Délit (La garçonnière)
- Films de Vittorio De Sica
  - 1964 : Mariage à l'italienne (Matrimonio all'italiana)
  - 1968 : Le Temps des amants (Amanti)
  - 1970 : Les Fleurs du soleil (I girasoli)
- Films de Federico Fellini
  - 1973 : Amarcord
  - 1983 : Et vogue le navire… (E la nave va)
  - 1986 : Ginger et Fred (Ginger e Fred)
- Films de Francesco Rosi
  - 1967 : La Belle et le Cavalier (C'era una volta…)
  - 1970 : Les Hommes contre (Uomini contro)
  - 1972 : L'Affaire Mattei (Il caso Mattei)
  - 1973 : Lucky Luciano
  - 1976 : Cadavres exquis (Cadaveri eccellenti)
  - 1979 : Le Christ s'est arrêté à Eboli (Cristo si è fermato a Eboli)
  - 1981 : Trois Frères (Tre fratelli)
  - 1984 : Carmen
  - 1987 : Chronique d'une mort annoncée (Cronaca di una morte annunciata)
  - 1990 : Oublier Palerme (Dimenticare Palermo)
  - 1997 : La Trêve (La tregua)
- Films des frères Taviani
  - 1982 : La Nuit de San Lorenzo (La notte di San Lorenzo)
  - 1984 : Kaos
  - 1987 : Good Morning, Babylon (Good Morning, Babilonia)
  - 1990 : Le Soleil même la nuit (Il sole anche di notte)
- Autres réalisateurs
  - 1960 : Petites Femmes et Haute Finance de Camillo Mastrocinque
  - 1963 : L'Ennui et sa diversion, l'érotisme (La noia), de Damiano Damiani
  - 1964 : La Femme, quelle chose merveilleuse ! (La donna è una cosa meravigliosa) de Mauro Bolognini
  - 1967 : Le Déchaîné (Lo scatenato) de Franco Indovina
  - 1965 : La Dixième Victime (La decima vittima), d'Elio Petri
  - 1969 : L'Invitée (L'invitata), de Vittorio De Seta
  - 1972 : Une bonne planque (Bianco, rosso e…), de Alberto Lattuada
  - 1976 : Caro Michele, de Mario Monicelli
  - 1978 : Un papillon sur l'épaule, de Jacques Deray
  - 1983 : Nostalghia, d'Andreï Tarkovski
  - 2003 : Le Chien, le Général et les Oiseaux, de Francis Nielsen
  - 2005 : Bab'Aziz, le prince qui contemplait son âme (Bab'Aziz), de Nacer Khémir

### Film sur Tonino Guerra
Le film Storie di seduzione sorti en 1995 est dédié à Tonino Guerra, sans toutefois le mettre en scène.
- Hrashagortsi ashune, un film documentaire arménien sorti en 2009, soit trois ans avant sa mort.

### Prix et récompenses
- 1963 : Ruban d'argent de la meilleure histoire originale du Syndicat national des journalistes de cinéma italiens, pour I Giorni contati, conjointement avec le réalisateur, Elio Petri[10]
- 1974 : Ruban d'argent de la meilleure histoire originale du Syndicat national des journalistes de cinéma italiens, pour Amarcord, conjointement avec le réalisateur, Federico Fellini[11]
- 1981 : David di Donatello du meilleur scénario pour Trois Frères (Tre fratelli), conjointement avec le réalisateur, Francesco Rosi[12]
- 1983 : Ruban d'argent du meilleur scénario du Syndicat national des journalistes de cinéma italiens, pour La Nuit de San Lorenzo (La Notte di San Lorenzo), conjointement avec les réalisateurs, les Frères Taviani et Giuliani G. De Negri[13]
- 1984 : Prix du meilleur scénario au Festival de Cannes 1984 pour Voyage à Cythère (Ταξίδι στα Κύθηρα), conjointement avec le réalisateur, Theodoros Angelopoulos et Thanassis Valtinos[14]
- 1984 : David di Donatello du meilleur scénario pour Et vogue le navire... (E la nave va), conjointement avec le réalisateur, Federico Fellini[15]
- 1985 : David di Donatello du meilleur scénario pour Kaos, conjointement avec les réalisateurs, les Frères Taviani[16]
- 1985 : Ruban d'argent du meilleur scénario du Syndicat national des journalistes de cinéma italiens, pour Kaos, conjointement avec les réalisateurs, les Frères Taviani[17]
- 1991 : Ruban d'argent du meilleur scénario du Syndicat national des journalistes de cinéma italiens, pour Il Male oscuro, de Mario Monicelli, conjointement avec Suso Cecchi d'Amico[18]
- 1994 : Prix Pietro Bianchi du Syndicat national des journalistes de cinéma italiens à la Mostra de Venise[19]
- 1995 : Saint George d'argent pour sa contribution au cinéma mondial au Festival international du film de Moscou[20]
- 2002 : Prix du cinéma européen pour l'ensemble de sa carrière